# فيرونيكا روز
فيرونيكا روز (بالإنجليزية: Veronica Rose)‏ هي ممثلة بريطانية (وحملت سابقاً جنسية المملكة المتحدة لبريطانيا العظمى وأيرلندا)، ولدت في 8 يونيو 1911 في المملكة المتحدة، وتوفيت بنفس المكان في 1968.

## وصلات خارجية
- فيرونيكا روز على موقع IMDb (الإنجليزية)
- فيرونيكا روز على موقع قاعدة بيانات الفيلم (الإنجليزية)